# Liste der Kulturdenkmäler in Schröck
Die folgende Liste enthält die in der Denkmaltopographie ausgewiesenen Kulturdenkmäler auf dem Gebiet des Ortsteils Schröck der  Stadt Marburg, Landkreis Marburg-Biedenkopf, Hessen.
Hinweis: Die Reihenfolge der Denkmäler in dieser Liste orientiert sich an der Anschrift, alternativ ist sie auch nach der Bezeichnung oder der Bauzeit sortierbar.
Kulturdenkmäler werden fortlaufend im Denkmalverzeichnis des Landes Hessen durch das Landesamt für Denkmalpflege Hessen auf Basis des Hessischen Denkmalschutzgesetzes (HDSchG) geführt. Die Schutzwürdigkeit eines Kulturdenkmals hängt nicht von der Eintragung in das Denkmalverzeichnis des Landes Hessen oder der Veröffentlichung in der Denkmaltopographie ab.

## Kulturdenkmäler
| Bild                         | Bezeichnung                        | Lage | Beschreibung            | Bauzeit              | Objekt-Nr. |
| ---------------------------- | ---------------------------------- | --- | ----------------------- | -------------------- | ---------- |
| Bild gesucht BW              | Gesamtanlage historischer Ortskern | Buchenrotsweg, Dorngasse, Heljehaus, Himbornstraße, Hoschecke, Minksweg, Reutergasse, Roßdorfer Straße, Schröcker Straße, Zelterstraße, Zum Elisabethbrunnen Lage |                         |                      |            |
| Bild gesucht BW              | Bildstock Geißelung Christi        | Bergerweg o. Nr. LageFlur: 6, Flurstück: 143/10 |                         | 1733                 |            |
| Bild gesucht BW              | Streckhof                          | Buchenrotsweg 4 LageFlur: 11, Flurstück: 30 |                         | 1803                 |            |
| Bild gesucht BW              | Streckhof                          | Dorngasse 2 LageFlur: 10, Flurstück: 80; 81 |                         | 17. Jh.              |            |
| Bild gesucht BW              | Hofanlage                          | Dorngasse 5 LageFlur: 10, Flurstück: 34/3 |                         | 1820                 |            |
| Bild gesucht BW              | Hofanlage                          | Heljehaus 8 LageFlur: 10, Flurstück: 2/1 |                         | 1901                 |            |
| Bild gesucht BW              | Bildstock Kreuztragung Christi     | Heljehaus o. Nr./Zum Elisabethbrunnen LageFlur: 11, Flurstück: 185/6                                                                                              |                         | 1733                 |            |
| Bild gesucht BW              | Wohnhaus                           | Hoschecke 2 LageFlur: 9, Flurstück: 47/2 |                         | 19. Jh.              |            |
| Bild gesucht BW              | Feldkreuz                          | Kastanienstraße o. Nr. LageFlur: 8, Flurstück: 70/34 |                         | 1700                 |            |
| Bild gesucht BW              | Scheune                            | Roßdorfer Straße 1 LageFlur: 10, Flurstück: 67/2 |                         | 1851                 |            |
| Bild gesucht BW              | Hofanlage                          | Roßdorfer Straße 2 LageFlur: 9, Flurstück: 53 |                         | 1733                 |            |
| Bild gesucht BW              | Hofanlage                          | Roßdorfer Straße 4 LageFlur: 9, Flurstück: 56 |                         | 18./19. Jh.          |            |
| Bild gesucht BW              | Ehem. Deutschordenshof             | Roßdorfer Straße 8 LageFlur: 9, Flurstück: 58 |                         | 18./19. Jh.          |            |
| Friedhofsmauer, Kreuz        | Friedhofsmauer, Kreuz              | Roßdorfer Straße o. Nr. LageFlur: 10, Flurstück: 41/3 |                         | 1887                 |            |
| Bild gesucht BW              | Gasthaus                           | Schröcker Straße 1 LageFlur: 10, Flurstück: 10/1 |                         | 18. Jh.              |            |
| Bild gesucht BW              | Wohnhaus                           | Schröcker Straße 9 LageFlur: 10, Flurstück: 90/1 |                         | 1905                 |            |
| Bild gesucht BW              | Wohnhaus                           | Schröcker Straße 11 LageFlur: 10, Flurstück: 88/1 |                         | Um 1700              |            |
| Bild gesucht BW              | Ehem. Deutschordenshof             | Schröcker Straße 12 LageFlur: 11, Flurstück: 74 |                         | Ersterwähnung 1257   |            |
| Bild gesucht BW              | Wohnhaus                           | Schröcker Straße 22 LageFlur: 11, Flurstück: 52 |                         | 19. Jh.              |            |
| Bild gesucht BW              | Hochkreuz                          | Schröcker Straße 23 LageFlur: 10, Flurstück: 68/3 |                         | 1851                 |            |
| Bild gesucht BW              | Kreuz                              | Schröcker Straße 23 LageFlur: 10, Flurstück: 68/3 |                         | 1968 wiedererrichtet |            |
| Bild gesucht BW              | Denkmal                            | Schröcker Straße 23 LageFlur: 10, Flurstück: 68/3 |                         | 20. Jh.              |            |
| weitere Bilder               | St. Michael und St. Elisabeth      | Schröcker Straße 23 LageFlur: 10, Flurstück: 69; 68/3 | Katholische Pfarrkirche | 1712–1720            |            |
| Wohnhaus, Wirtschaftsgebäude | Wohnhaus, Wirtschaftsgebäude       | Schröcker Straße 25 LageFlur: 9, Flurstück: 52/1 |                         | 19. Jh.              |            |
| Bild gesucht BW              | Wohnhaus                           | Schröcker Straße 27 LageFlur: 9, Flurstück: 43/3 |                         | 18./19. Jh.          |            |
| Bild gesucht BW              | Hofanlage                          | Schröcker Straße 28 LageFlur: 11, Flurstück: 21/5 |                         | 19. Jh.              |            |
| Bild gesucht BW              | Hofanlage                          | Schröcker Straße 32 LageFlur: 11, Flurstück: 7/1, 7/2 |                         | 1794                 |            |
| Bild gesucht BW              | Streckhof                          | Schröcker Straße 33 LageFlur: 9, Flurstück: 36/1 |                         | 18. Jh.              |            |
| Bild gesucht BW              | Hofanlage                          | Schröcker Straße 40 LageFlur: 9, Flurstück: 14/1 |                         | 1818                 |            |
| Bild gesucht BW              | Hofanlage                          | Schröcker Straße 42 LageFlur: 9, Flurstück: 17/1 |                         | 19. Jh.              |            |
| Bild gesucht BW              | Scheune                            | Schröcker Straße o. Nr. LageFlur: 10, Flurstück: 83 |                         | 1840                 |            |
| weitere Bilder               | Elisabethbrunnen                   | Zum Elisabethbrunnen o. Nr. LageFlur: 8, Flurstück: 16/1 |                         |                      |            |
| Bild gesucht BW              | Ehem. Kreuzkapelle                 | Zum Elisabethbrunnen o. Nr. LageFlur: 8, Flurstück: 16/6 |                         | vor 1527             |            |
| Bild gesucht BW              | Bildstock im Marktgrund            | Zum Elisabethbrunnen o. Nr. LageFlur: 12, Flurstück: 42/4 |                         | 1814                 |            |
| Bild gesucht BW              | Wegekreuz                          | Außerhalb der Ortslage 1 LageFlur: 1, Flurstück: 117 |                         |                      |            |
| Bild gesucht BW              | Bildstock auf der ‚Zechspan‘       | Außerhalb der Ortslage 2 LageFlur: 1, Flurstück: 67/4 |                         | 1792                 |            |
| Bild gesucht BW              | Bildstock umgefallenes Kreuz       | Außerhalb der Ortslage 3 LageFlur: 7, Flurstück: 118/5 |                         | vor 1759             |            |